# Difenylacetyleen
Difenylacetyleen of tolaan (C14H10) is een organische verbinding waarbij 2 benzeenringen verbonden zijn door middel van een drievoudige binding. Het is een kleurloze kristallijne stof, die onoplosbaar is in water. De stof wordt gebruikt als bouwsteen voor organische moleculen en als ligand in de organometaalchemie. Het wordt ook toegepast als reagens op benzyn.

## Synthese
Difenylacetyleen kan worden gesynthetiseerd op verschillende manieren:
- Benzil wordt gecondenseerd met hydrazine, waardoor bis(hydrazon) ontstaat. Dit wordt geoxideerd met kwik(II)oxide.
- Stilbeen wordt gebromeerd en daarna gedehydrohalogeneerd. Een nadeel van deze methode is dat het eindproduct vaak verontreinigd is met stilbeen, wat moeilijk van difenylacetyleen gescheiden kan worden. Afhankelijk van het gebruiksdoel is dat wel of niet bezwaarlijk. Spectroscopisch is de aanwezigheid van stilbeen eenvoudig kwantitatief aantoonbaar via NMR-spectroscopie.
- De Castro-Stephens-koppeling van koperfenylacetylide met joodbenzeen in refluxende pyridine: